# 조반니 달레 반데 네레
조반니 달레 반데 네레(이탈리아어: Giovanni dalle Bande Nere, 1498년 4월 5일–1526년 11월 30일)는 이탈리아의 용병대장이다. 메디치 은행의 창업주 조반니 디 비치의 차남에 의해 형성된 메디치의 방계가문 출신이다. 그의 아들 코시모(1519~74)는 1537년 2대 피렌체 공작 되어 피렌체의 권력을 장악한후 세력을 키워나가 1569년에 토스카나 대공이 되었다.

## 생애
조반니는 이탈리바 북부의 도시 포를리에서 조반니 일 포폴라노와 이탈리아 르네상스 시기의 가장 유명한 여성 중 한 명인 카테리나 스포르차의 아들로 태어났다.
유아기때 이름은 루도비코 데 메디치였으나 아버지 조반니 일 포롤라노가 1498년 9월에 사망하자 어머니가 조반니 데 메디치로 개명하였다.
성장기 시절 그는 육체 활동에 관심이 많았고 능력을 발휘하여 승마, 검술등에 매우 능했다. 그는 12살 때 첫 살인을 저질렀고, 다루기 힘든 행동으로 인해 피렌체에서 두 차례 추방 당한적이 있으며, 그 중에는 그의 나이 13살 때 16세 소년 강간 사건에 연루된적도 있었다.

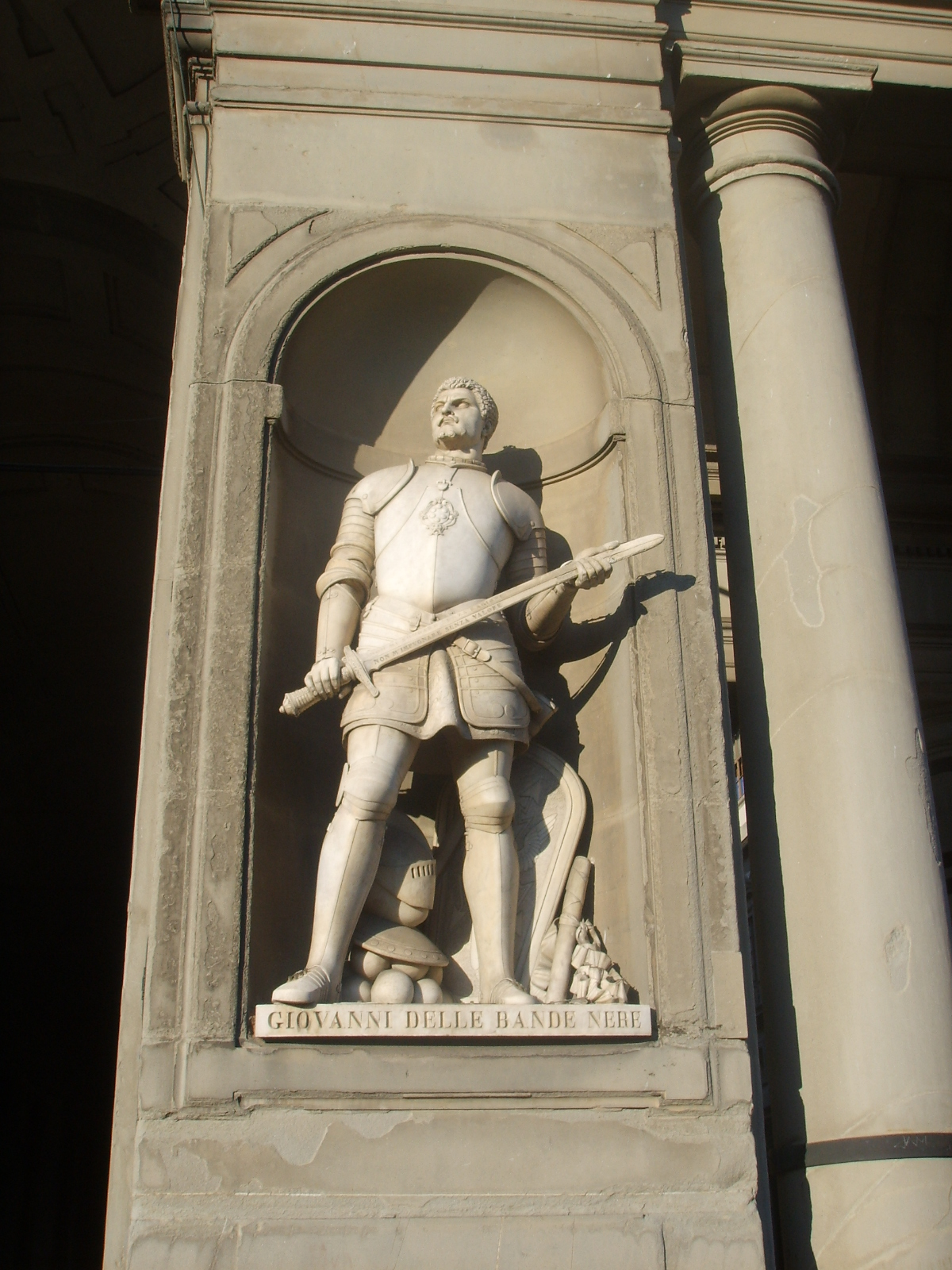
우피치에 있는 그의 조각상.

조반니는 교황 레오 10세(조반니 디 로렌초 데 메디치)의 고용으로, 콘도티에로 또는 용병대장이 되어 1516년 3월 5일 프란체스코 마리아 1세 델라 로베레를 상대로 한 우르비노 전쟁을 이끌었다. 그는 그때부터 말을 타고 기동에 특화되었음에도, 굉장한 척후 능력과 기습 능력을 지닌 그의 용병 회사를 조직한다.
1520년에 그는 마르케에서 발생한 몇 차례 남작들의 반란을 진압시켰다. 다음 해 레오 10세는 프랑수아 1세에게서 밀라노, 파르마, 피아첸차를 회복하기 위해 신성 로마 제국 황제 카를 5세와 동맹을 맺었으며, 조반니는 프로스페로 콜론나 지휘하에서 1522년 11월 바프리오다다에서 프랑스군을 격퇴시켜냈다.
교황 레오 10세의 죽음을 애도하기 위한 상징으로, 조반니는 그의 휘장에 검은색 줄무늬를 추가하였고, 여기에서 그의 별칭인 조반니 달레 반데 네레(검은 부대의 조반니)가 붙게 되었다.
1523년 8월, 그는 제국군에 고용되어, 1524년 1월에 카프리노베르가마스코에서 프랑스군과 스위스군들을 패배시켰다. 1523년 줄리오 데 메디치 추기경이 교황이 되어 클레멘스 7세라는 이름으로 즉위했다. 신임 교황은 조반니의 모든 빚을 청산해주었지만, 대신에 이탈리아 전쟁에서 프랑스 측에서 싸우라고 지시하였다. 그는 파비아 전투에 참전하지는 않았지만, 곧 척후 중에 여러 차례 부상을 입었고 이후 부상에서 회복하기 위해 베네치아로 자리를 옮긴다.
1526년에 코냐크 동맹 전쟁이 발발하였다. 동맹의 사령관인 우르비노 공작은 게오르크 폰 프룬즈베르크가 이끄는 제국군의 우세에 압도되어 밀라노를 포기하였다. 조반니는 포강과 민치오강이 합류하는 지점에서 란츠크네흐트 후위 부대를 격퇴시킬수 있었다.

## 죽음
1526년 11월 25일 밤에 그는 고베르놀로 인근 전투에서 팔코네트가 쏘는 포탄에 요격되고 맞았다. 동시대 인물 루이지 귀차르디니(Luigi Guicciardini)의 설명에 따르면, 포탄이 그의 오른쪽 무릎 위를 부셔버렸고 바뇰로산비토 인근 산니콜로포(San Nicolò Po)로 이송될 수 밖에 없었지만, 그곳에서 의사를 찾을 수 가 없었다. 그는 만토바에 있는 카스텔고프레도의 후작 알로이시오 곤차가의 궁전으로 옮겨져, 외과의 아브라보(Abramo)가 절단된 그의 다리를 치료하였다. 수술을 위해 아브라모는 고통을 호소하는 콘도티에로를 붙잡아 줄 10명의 남자를 요청했었다.
이 사건의 증인인 피에트로 아레티노는 프란체스코 알비치(Francesco Albizi)에 보내는 편지에 그 일을 상기하면서:
' '20초도 되지 않아', 조반니는 웃으며 '나를 붙잡아주겠나'라고 말했고, 그는 한 손으로 양초를 붙잡았아, 스스로 양초에 불을 붙쳤다, 나는 달렸고, 두 목소리만이 들리는 내 귀를 닫았다, 부르는 소리가 들려 내가 그에게 도착하였고, 그가 나에게 말을 걸길 : '나는 다 나았네', 크게 호전되어 그는 매우 기뻐하였다.

수술에도 불구하고, 조반니 데 메디치는 패혈증으로 추정되는 원인으로 5일뒤인 1526년 11월 30일에 사망하였다.
조반니의 시신은 1966년 아르노 강 홍수에서 손상을 입은 것을 보존하기 위해 그의 아내와 함께 2012년에 파내어졌으며, 그의 사망 원인을 알아내었다. 초기 조사에서 그의 다리가 무릎 밑으로 절단 되었다는 것을 밝혀냈다. 어떠한 손상도 포탄에 맞았을 것으로 추정되는 넓적다리에서 발견되지 않았다. 아래쪽 다리의 뼈인 경골과 비골은 절단이 되어 짧았다. 대퇴골에도 손상은 없었다. 오늘날 추정하길 조반니는 괴저로 사망했을 것이라고 한다.

## 유산
조반니의 이른 죽음은 콘도티에로 시대의 종말을 은유하기도 하였으며, 그들의 전투 방식(말에 탄 중무장한 기사들이 강조되는)은 이동식 야전 캐넌에 의해 사실상 쓸모없게 되었다. 그러므로 그는 최후의 이탈리아 콘도티에로로 알려지게 되었다. 그의 지속적인 평판은 조반니의 절친이자 그의 일부 위업에서도 동반했었던 르네상스 시대의 작가, 풍자가, 극작가이자 "재앙의 왕자"라고 불리던 피에트로 아레티노 덕에 잘 보전되었다.

## 조상
| 조반니 달레 반데 네레 (로도비코 데 메디치) | 어머니: 카테리나 스포르차 포를리 백작부인 | 아버지: 조반니 일 포폴라노 | 친할아버지: 피에르프란체스코 데 메디치 일 베키오 | 친 증조할아버지: 로렌초 일 베키오 () 포폴라니계 메디치 가문 | 친 고조할아버지: 조반니 디 비치 데 메디치 메디치 가문 창시자 |

## 후손
| 로도비코 데 메디치 조반니 달레 반데 네레 | 아들: 코시모 1세 데 메디치 토스카나 대공 | 손자: 프란체스코 1세 데 메디치 토스카나 대공 | 증손녀: 마리 드 메디시스 프랑스 왕비 | 고손녀: 헨리에타 마리아 잉글랜드 왕비 |

## 같이 보기
- 이탈리아 전쟁
- 콘도티에로
- 검은 부대